# Voetbalbond van de Salomoneilanden
De Voetbalbond van de Salomoneilanden of Solomon Islands Football Federation (SIFF) is de voetbalbond van de Salomonseilanden.
De voetbalbond werd opgericht in 1978 en is sinds 1988 lid van de Oceania Football Confederation (OFC) en in 1988 werd de bond lid van de FIFA. De voetbalbond is onder andere verantwoordelijk voor het Salomonseilands voetbalelftal en de hoogste nationale voetbalcompetitie, de Solomon Islands National Club Championship.
De bond heeft via het ontwikkelingsprogramma FIFA Goal Project van de FIFA het voetbal in het land verder kunnen ontwikkelen. Onder meer met Lawson Tamastadion werd gerenoveerd zodat er internationale wedstrijden gespeeld kunnen worden. In het stadion kon op die manier het Oceanisch kampioenschap voetbal van 2012 georganiseerd worden.

## President
In januari 2021 was de president William Lai.